# Taubenkobel (Landsham)

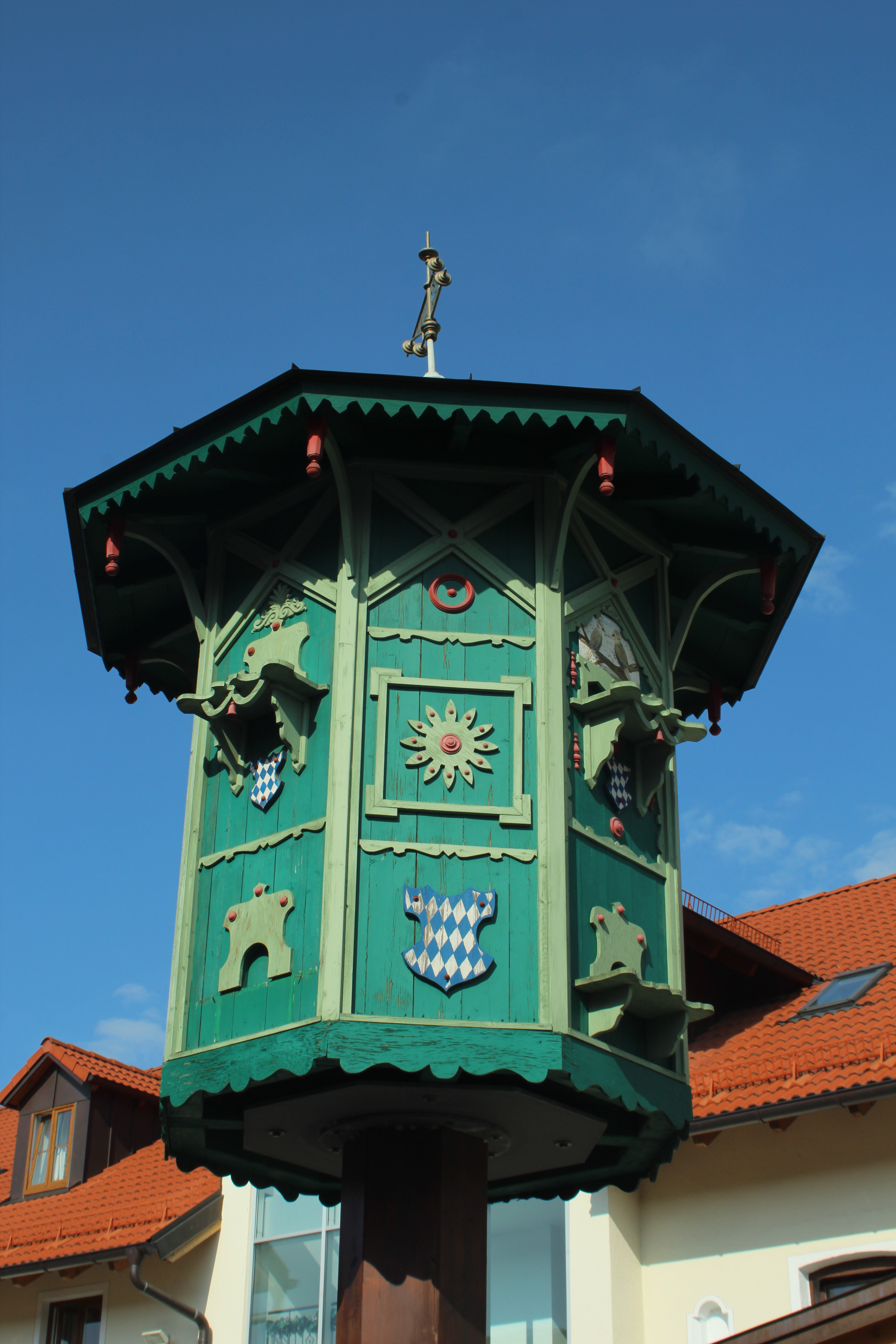
Taubenkobel in Landsham

Der Taubenkobel in Landsham, einem Gemeindeteil von Pliening im oberbayerischen Landkreis Ebersberg, wurde 1906 errichtet. Das Taubenhaus des Stockerwirts steht an der Kirchheimer Straße 8 a und ist ein geschütztes Baudenkmal.
Das achteckige Taubenhaus aus Holz ist fantasievoll geschmückt, z. B. mit der blauweißen bayerischen Raute.